# Bergeijk
Bergeijk est le chef-lieu de la commune de Bergeijk, dans la province du Brabant-Septentrional aux Pays-Bas. Jusqu'en 1998 on écrivait Bergeyk.

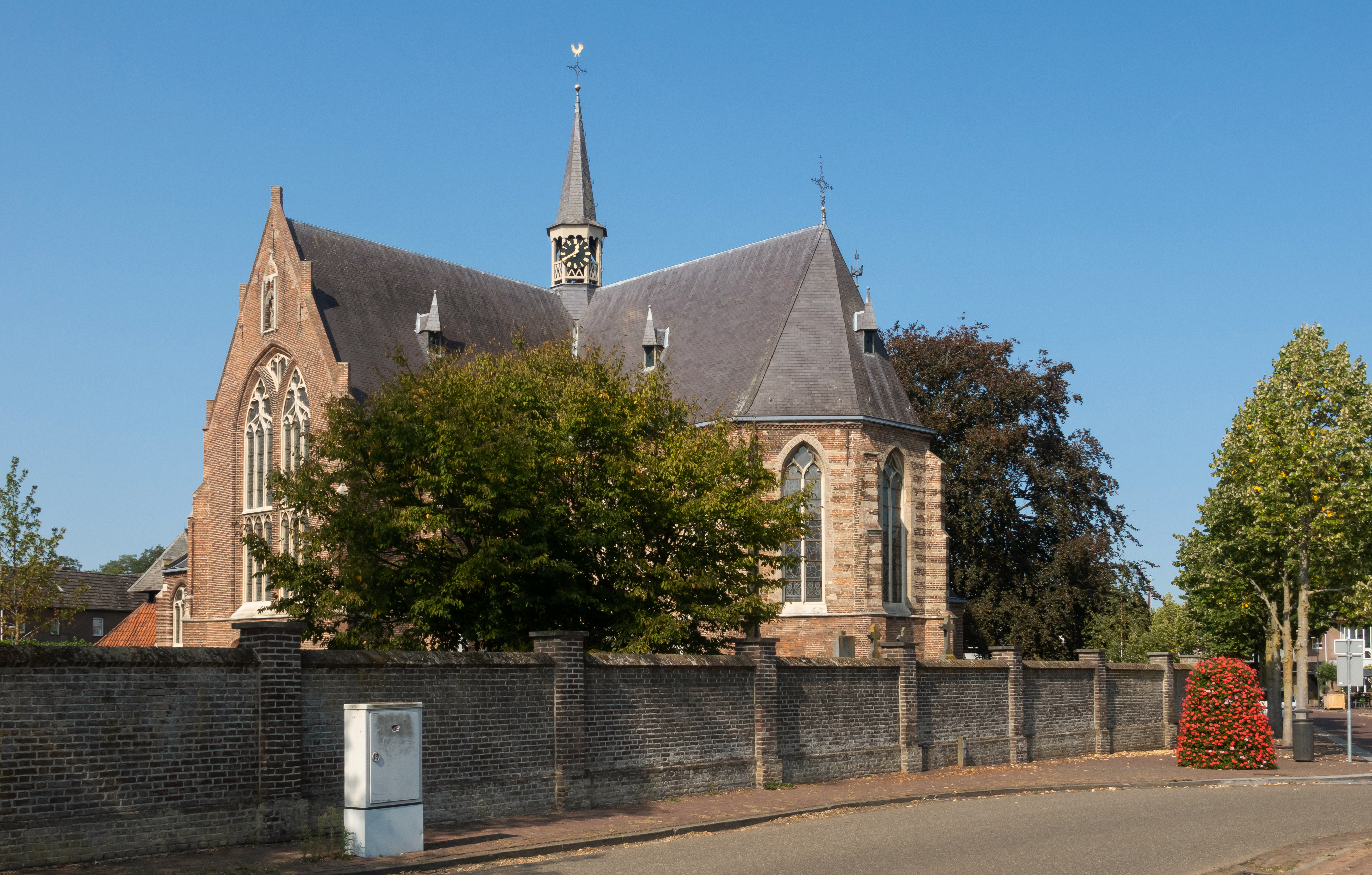
Bergeijk, l'église (Sint Petruskerk)